# Rixheim
Rixheim é uma comuna francesa na região administrativa de Grande Leste, no departamento Alto Reno. Estende-se por uma área de 19,55 km². Em 2010 a comuna tinha 14 270 habitantes (densidade: 729,9 hab./km²).